# Stazione meteorologica di Baiso
La stazione meteorologica di Baiso è la stazione meteorologica di riferimento relativa alla località di Baiso.

## Coordinate geografiche
La stazione meteo si trova nell'Italia nord-orientale, in Emilia-Romagna, in Provincia di Reggio nell'Emilia, nel comune di Baiso, a 542 metri s.l.m. e alle coordinate geografiche 44°29′56.65″N 10°36′20.55″E.

## Dati climatologici
In base alla media trentennale di riferimento 1961-1990, la temperatura media del mese più freddo, gennaio, si attesta a +2,1 °C; quella del mese più caldo, agosto, è di +22,3 °C .
| Baiso              | Mesi | Mesi | Mesi | Mesi | Mesi | Mesi | Mesi | Mesi | Mesi | Mesi | Mesi | Mesi | Stagioni | Stagioni | Stagioni | Stagioni | Anno |
| Baiso              | Gen  | Feb  | Mar  | Apr  | Mag  | Giu  | Lug  | Ago  | Set  | Ott  | Nov  | Dic  | Inv      | Pri      | Est      | Aut      | Anno |
| ------------------ | ---- | ---- | ---- | ---- | ---- | ---- | ---- | ---- | ---- | ---- | ---- | ---- | -------- | -------- | -------- | -------- | ---- |
| T. max. media (°C) | 4,5  | 6,4  | 9,5  | 14,4 | 19,0 | 23,5 | 25,9 | 26,2 | 22,3 | 15,6 | 9,3  | 6,2  | 5,7      | 14,3     | 25,2     | 15,7     | 15,2 |
| T. min. media (°C) | −0,3 | 1,0  | 3,9  | 7,8  | 12,2 | 16,2 | 18,5 | 18,4 | 15,6 | 10,1 | 5,2  | 1,8  | 0,8      | 8,0      | 17,7     | 10,3     | 9,2  |